# Centro de Arte Xiao Hui Wang
El Centro de Arte Xiao Hui Wang es un instituto de arte de la Universidad Tongji. Fundado en el año 2003, es dirigido por la profesora Xiao Hui Wang y reconocido por sus proyectos de diseño urbano y por ser el primer instituto de arte en China en enfocarse en arte de los nuevos medios.

## Design
Su diseño para el Pabellón de Huellas Urbanas de la Expo 2010 de Shanghái fue escogido por concurso internacional; el instituto trabajó con el Museo de Shanghái, el patrocinante y organizador, para implementarlo.
También ha desarrollado proyectos para las ciudades de Langfang, Datong, Nantong, Suzhou yZhuhai, para el Nanjing World Trade Center, el Tianjin Innovation-China e•Group building, el Zendai Radisson Hotel en Shanghái y numerosos diseños e instalaciones multimedia para Christofle, BMW MINI, J. P. Morgan, Audi, Van Cleef & Arpels y Sergio Rossi entre otras marcas.